# Renato Fastigi
Renato Fastigi (Pesaro, 31 luglio 1904 – Pesaro, 10 aprile 1997) è stato un imprenditore e politico italiano.

## Biografia
Conseguita la licenza elementare, si impiega come garzone di falegnameria e, dall'età di diciassette anni, apre una bottega da falegname in proprio, registrata alla locale Camera di commercio come ditta individuale nel 1927. L'attività si limita inizialmente alla costruzione di piccoli mobili di tradizionale uso contadino, in particolare madie per la conservazione del pane. Nel 1937 associa i due fratelli alla ditta trasformandola in Fastigi Renato e Fratelli. Superata la depressione economica della prima metà degli anni trenta, la bottega diventa un opificio con una decina di dipendenti, che produce, in piccola serie, armadi e camere da letto.
Durante la seconda guerra mondiale Fastigi partecipa all'organizzazione clandestina antifascista e viene arrestato all'inizio del 1943. Tradotto a Zara, rimane in carcere fino alla caduta del Regime. Nel dopoguerra la città di Pesaro risulta una delle più colpite dalle operazioni belliche, perché aveva svolto la funzione di perno orientale della “linea gotica” imposta dagli occupanti tedeschi e la metà delle abitazioni era inagibile.
La ricostruzione del patrimonio abitativo comporta quindi una notevole domanda di mobili. Nel dopoguerra ha inoltre inizio lo spopolamento delle campagne dell'area provinciale: l'inurbamento del decennio 1951-1961 comporta l'insediamento nel comune di Pesaro di 11.000 nuovi abitanti con l'edificazione di 5.000 abitazioni. Per l'industria mobiliera italiana, affermata in Brianza, Toscana e Veneto, è difficile e poco conveniente, anche per l'incidenza del costo del trasporto, soddisfare la notevole domanda pesarese di mobili di tipo comune, cioè di qualità medio-bassa, a prezzo modico e di rapida consegna; quella domanda si riversa quindi innanzitutto sulle falegnamerie locali.
Fastigi è protagonista negli avvenimenti del Secondo dopoguerra a Pesaro, come principale produttore locale di mobili e come sindaco della città. Già rappresentante del Partito Comunista nel comitato di liberazione della Provincia, è vicesindaco nella giunta comunale insediatasi nel settembre del 1944. È eletto sindaco di Pesaro alle prime elezioni amministrative del dopoguerra, nel marzo 1946, e conserverà la carica quasi ininterrottamente fino al settembre 1958. Si trova pertanto a guidare la ricostruzione e lo sviluppo della città, in particolare la crescita del distretto del mobile, che vede l'impresa di Fastigi in posizione di leader: nel 1956, all'inaugurazione della prima Mostra del mobile pesarese, l'area distrettuale comprende 476 ditte: 65 industriali, 289 artigiane e 122 aziende familiari, dislocate in maggioranza nel Comune di Pesaro. Il valore della produzione annua del distretto alla metà degli anni cinquanta è pari a tre miliardi di lire, e un volume elevato di produzione viene realizzato grazie alla manodopera disponibile a basso costo, composta per lo più da ex mezzadri e giovani apprendisti.
L'attività della fabbrica Fastigi era ripresa con la fine della guerra; nel 1955 la società prende la ragione sociale Mobilificio Fastigi Renato e F.lli, di proprietà per 3/7 di Fastigi, che è anche l'amministratore, e per 2/7 di ognuno dei due fratelli, Cesare e Armando. Alla costituzione, la società ha un valore attribuito di oltre 35 milioni di lire, calcolato soprattutto in base alle 49 macchine operatrici; nell'ammodernamento tecnologico dell'impianto operato da Fastigi nel dopoguerra ha un ruolo importante la pressa pneumatica che l'imprenditore importa, tra i primi in Italia, dalla Germania: questa permette di superare la maggiore strozzatura del ciclo di produzione del mobile – l'incollaggio e l'impiallacciatura – perché, facendo aderire compensato e impiallacciatura su qualsiasi forma di telaio, consente di produrre mobili curvi, con pannelli bombati o smussati, non agevolmente realizzabili con i tradizionali utensili del falegname artigiano.
Nella seconda metà degli anni cinquanta l'attenzione dell'imprenditore si volge al disegno industriale, per migliorare le caratteristiche estetiche dell'arredo economico, con uno stile definito “moderno italiano”, che recupera le tradizioni locali, per soddisfare la domanda pesarese ancora in gran parte proveniente da ceti a reddito modesto.

## Archivio
La documentazione relativa all'attività imprenditoriale di Renato Fastigi è conservata presso l'Archivio storico del comune di Pesaro.